# Grande-maison de Lhommée

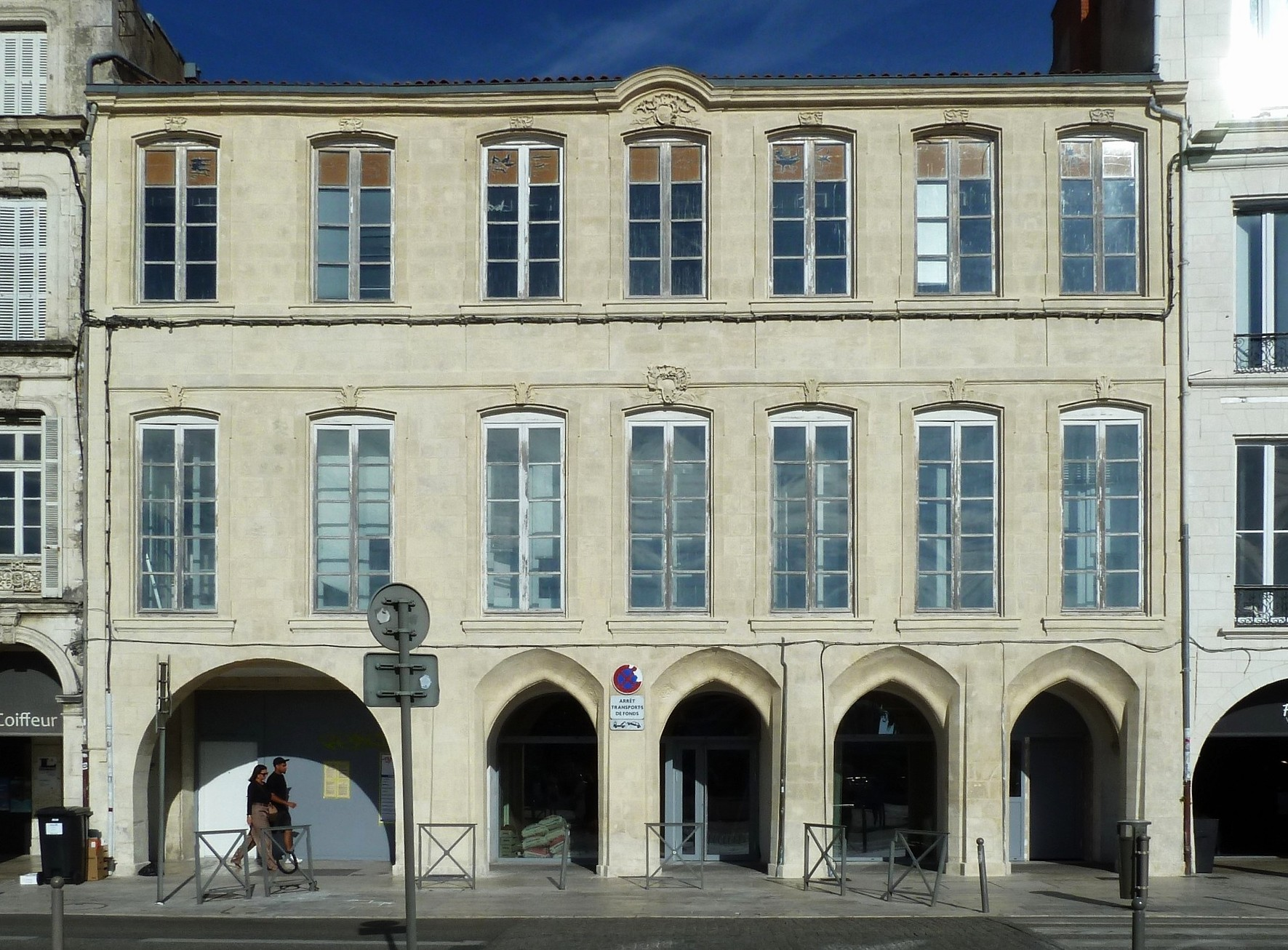
Grande-maison de Lhommée in La Rochelle

Die Grande-maison de Lhommée (auch: houmée) ist ein denkmalgeschütztes Bauwerk in der Rue Chaudrier 48–50, direkt am zentralen Place de Verdun in der Altstadt von La Rochelle im Département Charente-Maritime (Region Nouvelle-Aquitaine). Der spätgotische Arkadengang im Untergeschoss ist seit 1928 als Monument historique eingetragen.

## Geschichte

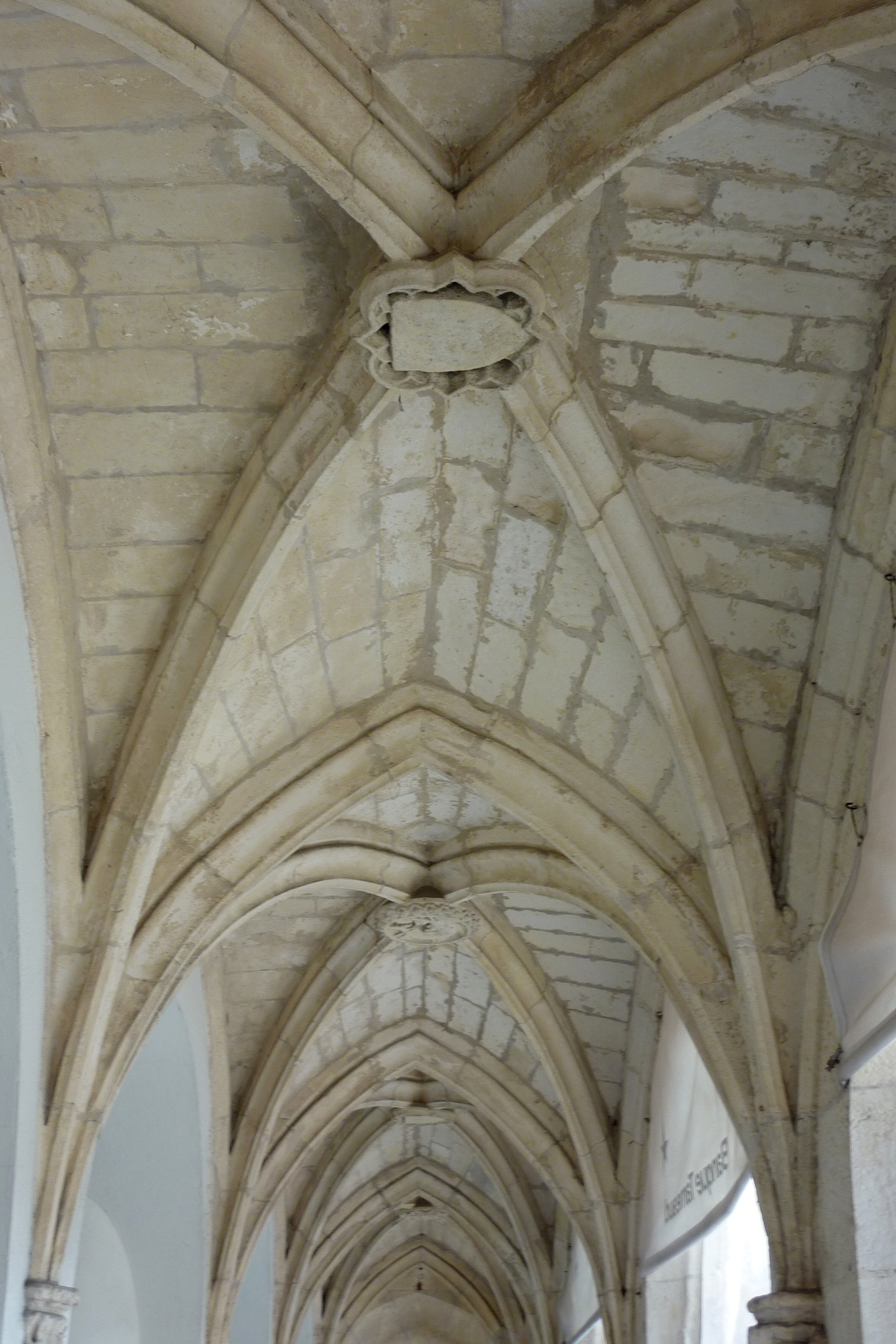
Spätgotisches Gewölbe des Arkadengangs

Das Haus Grande-Maison de Lhoumée wurde im Jahr 1541 zum ersten Mal erwähnt. Die repräsentative spätgotische Galerie an der Fassade mit Kreuzrippengewölben und Wappen als Schlusssteinen sowie vier spitzbogigen Arkadenöffnungen zur Straße hin wurde vermutlich am Anfang des 16. Jahrhunderts errichtet. An den Rippenbasen sind die Wappen der Familien des Haues Lhoumée zu sehen, Trémoille, Coetivy sowie das Haus von Orléans in Angoulême. Die Fassade wurde im 18. Jahrhundert weitgehend umgebaut und trägt am oberen Mittelfenster die Initialen C und B, die an den Besitz dieses Hauses durch die Familie Cadoret de Beaupréau erinnern, die es am 28. August 1723 kaufte und in der zweiten Hälfte des 20. Jahrhunderts im Inneren stark veränderte.